# 通姓
通姓是中文姓氏之一，在《百家姓》中排第312位。在现代他是极罕见的姓氏。

## 起源
通姓有多种来源：
1. 出自巴姓，传为伏羲氏之后，后代以地名为姓。《元和姓纂》和《华阳国志》载，春秋时巴国有公族的采邑在通州（今四川达县），其后代便有以通为姓者。
2. 改姓。《汉书·百官公卿表》及《元和姓纂》载，秦汉时有彻姓，以徹侯之爵位名为姓。而後因避汉武帝刘彻之名讳，改“彻”为“通”。古又有毌丘姓、毌姓（貫姓）改為通姓，故古有「毌通本一家」的說法。

## 郡望
- 西河郡：战国时魏国置，今山西、陕西之间的黄河沿岸一带。

## 延伸阅读
[在维基数据编辑]
 《百家姓》
 《欽定古今圖書集成·明倫彙編·氏族典·通姓部》，出自陈梦雷《古今圖書集成》